# Dwight (Nebraska)
Dwight é uma vila localizada no estado americano de Nebraska, no Condado de Butler.

## Demografia
Segundo o censo americano de 2000, a sua população era de 259 habitantes.
Em 2006, foi estimada uma população de 251, um decréscimo de 8 (-3.1%).

## Geografia
De acordo com o United States Census Bureau, a localidade tem uma área de 0,6 km², sem área coberta por água. Dwight localiza-se a aproximadamente 495 m acima do nível do mar.

## Localidades na vizinhança
O diagrama seguinte representa as localidades num raio de 16 km ao redor de Dwight.